# Charles Lightoller
Charles Herbert Lightoller (* 30. März 1874 in Chorley, Lancashire, England; † 8. Dezember 1952 in Twickenham, Middlesex, England) war ein britischer Seemann. Er fuhr als Zweiter Offizier auf der Jungfernfahrt der Titanic mit. Am 15. April 1912 sank das Schiff, nachdem es gegen einen Eisberg gestoßen war. Lightoller war der ranghöchste Offizier, der den Untergang überlebt hat. Später fuhr er auf weiteren Schiffen und half mit seinem Privatboot bei der Evakuierung von Dünkirchen 1940.

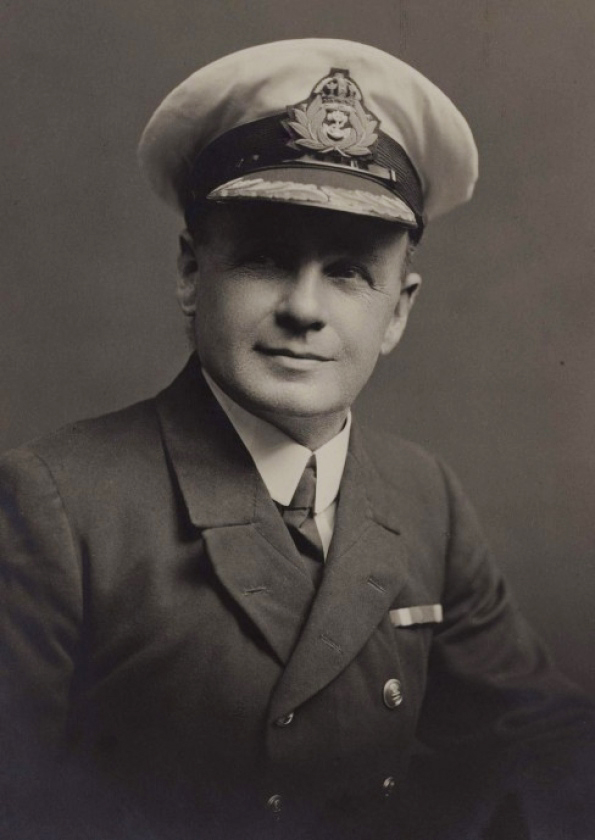
Charles H. Lightoller (zwischen 1920 und 1930)

## Karriere
Charles Lightoller stammte aus einer wohlhabenden Familie, die eine Baumwollspinnerei in Chorley besaß. Im Alter von 13 Jahren begann er mit einer vierjährigen Ausbildung auf der Primrose Hill. Sein zweites Schiff war die Holt Hill, die in einem schweren Sturm auf der unbewohnten Insel St. Paul strandete. Lightoller und die restliche Mannschaft wurden von der Coorong gerettet und nach Adelaide, Australien gebracht, von dort kehrte er mit der Duke of Abercorn nach England zurück. Nach weiteren Reisen wechselte er 1895 im Alter von 21 Jahren von Segelschiffen auf Dampfschiffe über. Er tat drei Jahre Dienst im African Royal Mail Service, bis er schwer an Malaria erkrankte.
Daraufhin wandte er sich eine Zeitlang von der Seefahrerei ab und versuchte sein Glück im Yukon während des Goldrauschs am Klondike River, jedoch ohne Erfolg. Er versuchte sich danach als Cowboy in Alberta, Kanada. Um sich seine Rückfahrt nach England zu verdienen, arbeitete er als Wanderarbeiter und fuhr als Hobo umher. 1899 erreichte er auf einem Viehfrachter – völlig mittellos – seine Heimat.
Im Januar 1900 begann Lightoller seine Karriere bei der White Star Line, er heuerte als Vierter Offizier auf der Medic an. Anschließend wechselte er auf die Majestic unter dem Kommando von Edward John Smith, dem späteren Kapitän der Titanic. Seine Beförderung zum Dritten Offizier brachte ihn auf die Oceanic, das damalige Flaggschiff der White Star Line. Nach einem weiteren Zwischenspiel auf der Majestic war sein letzter Posten vor der Abberufung auf die Titanic der eines Ersten Offiziers auf der Oceanic. Nach dem Untergang der Titanic kehrte er auf diesen Posten zurück; die Oceanic sank am 7. September 1914, er war der Letzte, der von Bord ging.

## Titanic
Lightoller kam zwei Wochen vor der Jungfernfahrt an Bord der Titanic und diente während der Testfahrten auf See als Erster Offizier. Dann aber holte Kapitän Smith Henry T. Wilde von der Olympic, der den bisherigen Leitenden Offizier verdrängte und William M. Murdoch auf die Position des Ersten Offiziers setzte. Lightoller musste auf den Rang des Zweiten Offiziers weichen.
In der Nacht des Untergangs hatte Lightoller am 14. April 1912 ab 18:00 Uhr Brückenwache. Gegen 19:35 Uhr bemerkte er einen raschen Abfall der Lufttemperatur, wobei das Wetter klar und die See ungewöhnlich ruhig war. Um 20:55 Uhr wurde dies auch in einem Gespräch mit Kapitän Smith thematisiert.
Obwohl von den Eiswarnungen an diesem Tag nur die Mitteilung der Caronia im Kartenraum der Titanic aufgehängt worden war, instruierte Lightoller gegen 21:30 Uhr den Sechsten Offizier James P. Moody, die Männer im Krähennest zu erhöhter Aufmerksamkeit anzuhalten. Darüber setzte er auch den Ersten Offizier Murdoch in Kenntnis, als er ihm um 22:00 Uhr die Brücke übergab. Doch weder Lightoller noch der Kapitän oder ein anderer Offizier waren der Meinung, man solle wegen der Eiswarnungen langsamer fahren.
Lightoller zog sich danach in seine Kabine zurück und befand sich gerade bei den Vorbereitungen für die Nachtruhe, als die Titanic um 23:40 Uhr im Nordatlantik mit einem Eisberg kollidierte. Er rannte an Deck, konnte aber nichts erkennen und kehrte in seine Kabine zurück, um Befehle abzuwarten. Um Mitternacht wurde er vom Vierten Offizier Joseph Boxhall über den Schaden informiert.
Lightoller beaufsichtigte das Fieren der Rettungsboote auf der Backbordseite. Dabei war er strenger als Murdoch an Steuerbord und interpretierte seine Befehle so, dass nur Frauen und Kinder in die Boote steigen durften. Zu Beginn waren nur wenige Passagiere bereit, in ein Rettungsboot zu steigen. Anstatt auch Männer einsteigen zu lassen, wenn keine Frauen und Kinder mehr in der Nähe waren, ließ Lightoller Rettungsboote auch abfieren, wenn es in ihnen noch viele freie Plätze gab. Lightoller hoffte, dass Überlebende noch später, nach dem Untergang, in ein Boot gelangen könnten. Er wies auch John Jacob Astor zurück, der seine schwangere Frau Madeleine begleiten wollte. Zudem zwang er einige Männer mit vorgehaltener (leerer) Pistole dazu, wieder aus dem Rettungsboot Nr. 2 auszusteigen.
Den Vorschlag des Chefoffiziers Wilde, das faltbare Rettungsboot D zu führen, schlug er aus. Daraufhin wandte er sich dem Faltboot B zu, das noch auf dem Dach der Offizierskabinen vertäut war. Dieses konnte er kurz vor dem Untergang lösen, anschließend sprang er ins Wasser. Er geriet in den Sog des in das Schiff hereinbrechenden Wassers und ertrank fast, als er an das Gitter eines Ventilatorschachts gedrückt wurde. Durch eine Luftdruckwelle aus dem Inneren des Schiffs kam er jedoch frei.
Nach dem Auftauchen konnte er das Faltboot B erreichen, das nun kieloben im Wasser trieb, und sich an einem Seil festhalten. Kurz darauf stürzte der erste der vier großen Schornsteine der Titanic ins Wasser und verfehlte ihn nur knapp. Die Druckwelle trieb das Boot und ihn jedoch aus der Gefahrenzone. Gemeinsam mit anderen Überlebenden gelang es ihm, auf den Rumpf des Faltbootes zu klettern. Er übernahm das Kommando, und durch geschickte Gewichtsverlagerung konnten sie es vor dem Kentern bewahren, bis sie später in der Nacht von einem anderen Rettungsboot aufgegriffen wurden. Als die Rettungsboote am Morgen das rettende Schiff Carpathia erreichten, war sein Rettungsboot zufällig das letzte. Lightoller, der ranghöchste überlebende Offizier, war der letzte Mensch, der an Bord der Carpathia stieg.

## Fragen nach dem Unglück
Als der ranghöchste überlebende Offizier war Lightoller ein wichtiger Zeuge bei der anschließenden Untersuchung der Katastrophe. Er sagte vor den Untersuchungskommissionen in den USA und in Großbritannien aus und verteidigte dabei seinen Arbeitgeber, die White Star Line, gegen die zahlreichen Vorwürfe.
In den 1930er Jahren verfasste er seine Autobiografie Titanic and other ships, die nach Anlaufschwierigkeiten beachtlichen Erfolg hatte. Das Buch wurde jedoch aus dem Handel genommen, nachdem die Marconi Company mit einer Klage gedroht hatte. Lightoller macht im Buch unberechtigterweise den Eindruck, die Schiffsführung hätte die Eiswarnungen vor dem Unglück systematisch ausgewertet und dass es die Schuld eines Funkers gewesen sei, eine entscheidende Eiswarnung nicht der Brücke weitergegeben zu haben (siehe Funkverkehr der Titanic).
Seine Enkelin Louise Patten stellte im Jahr 2010 ein eigenes Buch vor und behauptete, über Erzählungen in der Familie relevante Kenntnisse vom Unglück der Titanic zu haben. Es habe auf der Brücke ein Missverständnis zwischen dem Rudergänger Robert Hichens und dem diensthabenden Ersten Offizier William M. Murdoch gegeben. Hichens habe dabei Steuerbord und Backbord verwechselt. Außerdem habe der an Bord der Titanic reisende Geschäftsführer der White Star Line, Joseph Bruce Ismay, dem Kapitän nach der Kollision befohlen, weiterzufahren. Dadurch sei der Wassereinbruch drastisch verschlimmert worden. Diese Darstellung ist fragwürdig; nach einer Rekonstruktion der Ereignisse dürften die Befehle korrekt gegeben und korrekt verstanden worden sein. Lightoller jedenfalls kann kein Zeuge für das Manöver sein, da er sich zu diesem Zeitpunkt in seiner Kabine befunden hat.

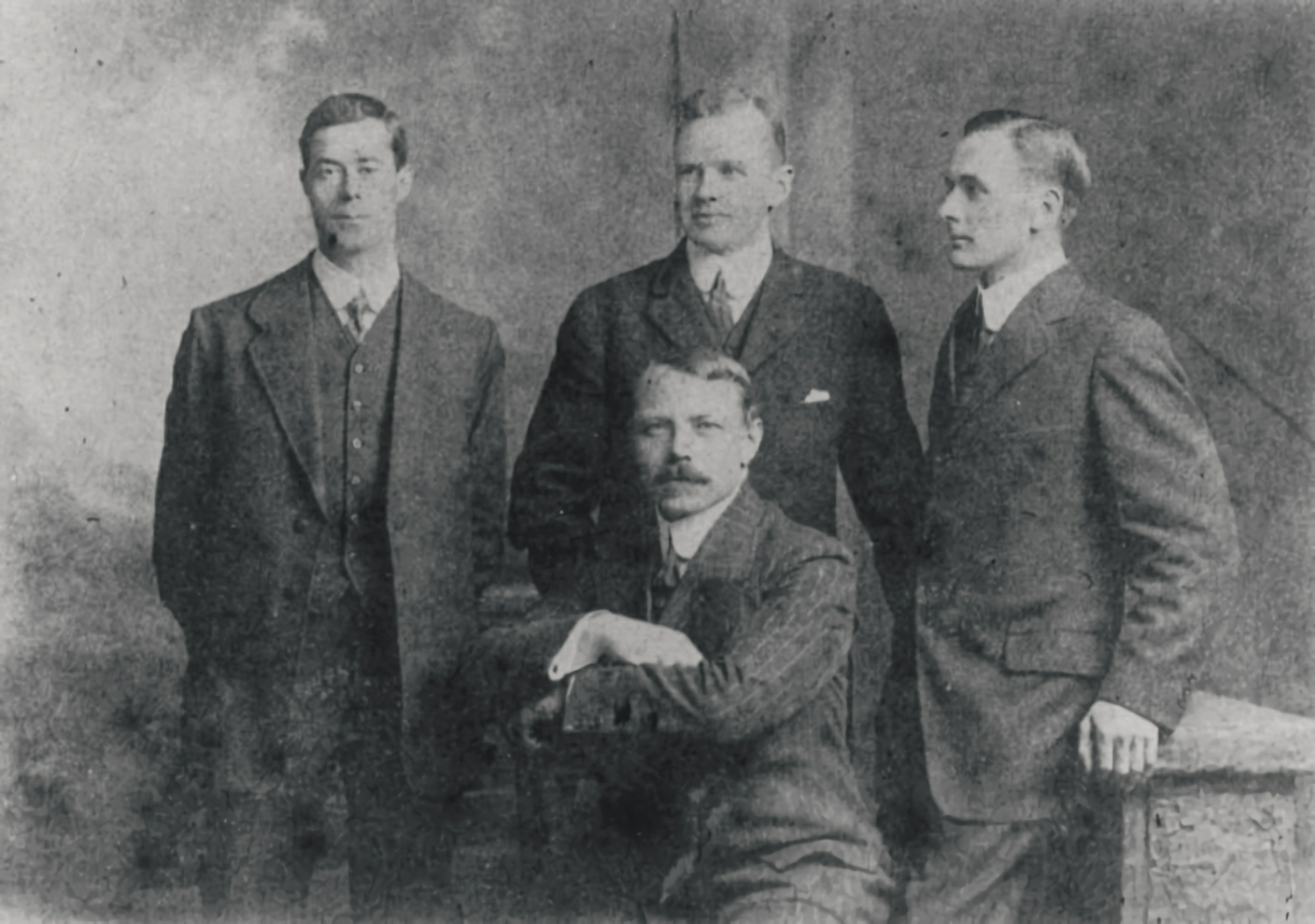
Die überlebenden Offiziere der Titanic, von links nach rechts: Harold Lowe, Charles Lightoller, Joseph Boxhall. Vorn sitzend: Herbert Pitman.

## Nach der Titanic

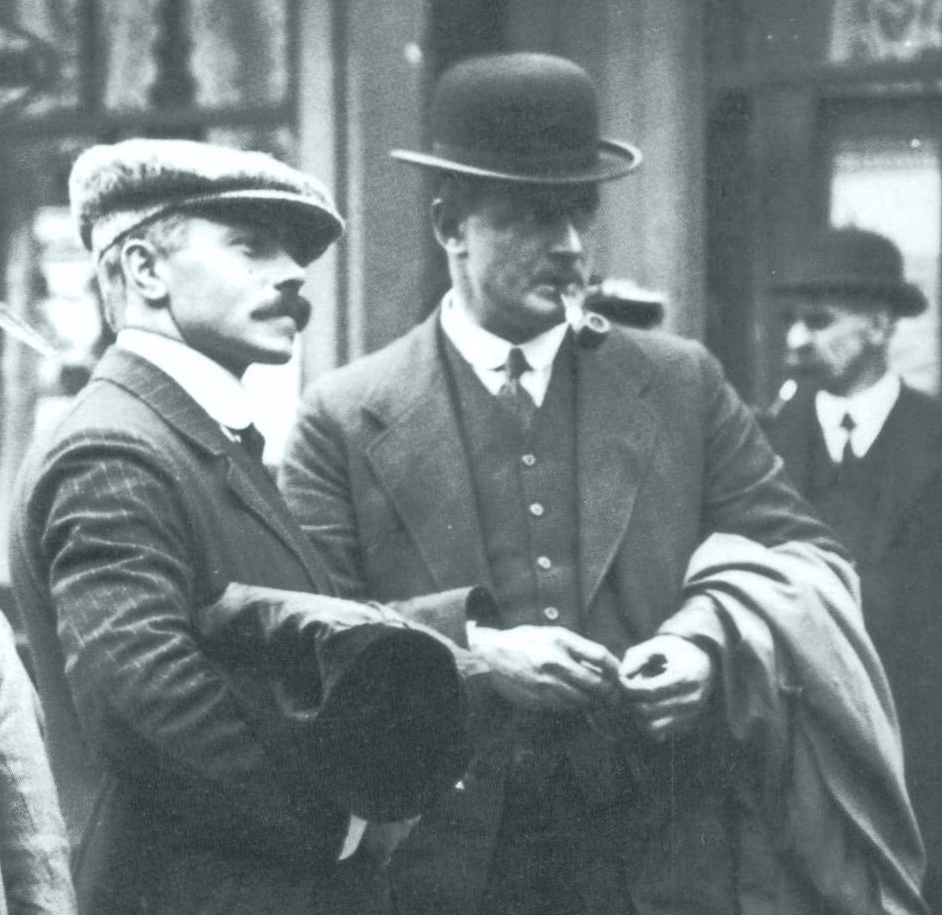
Lightoller (rechts) und Pitman

Lightoller diente im Ersten Weltkrieg als Lieutenant in der Royal Navy, erst auf der Oceanic, die nun im Kriegsdienst fuhr und deren Untergang er im September 1914 bei der schottischen Insel Foula überlebte, später als Kommandant von Torpedobooten und des Zerstörers Garry. 
Am 19. Juli 1918 griff die HMS Garry unter dem Kommando von Lightoller das deutsche U-Boots SM UB 110  vor der Küste von Yorkshire an. Nachdem das U-Boot durch einen Wasserbombenangriff beschädigt worden war, tauchte es auf und wurde von der HMS Garry gerammt. Nach britischen Angaben sank UB-110 unter Verlust von 13 U-Boot-Fahrern und 15 Überlebenden. Nach einem deutschen Bericht konnten sich alle bis auf zwei Funker aus dem sinkenden U-Boot retten, aber die Überlebenden wurden im Wasser angegriffen, so dass nur 13 der 34 Mann Besatzung überlebten. Obwohl Lightoller nie zugegeben hat, seiner Besatzung den Befehl gegeben zu haben, das Feuer auf unbewaffnete Männer im Wasser zu eröffnen, wurde seine Meinung über kapitulierende U-Boote in seinen Memoiren festgehalten.
Er wurde unter anderem dafür zweimal mit dem Distinguished Service Cross ausgezeichnet. Bei Kriegsende hatte er den Rang eines Commanders inne.

Nach dem Titanic-Unglück wollte Lightoller weiter bei der White Star Line bleiben. Er musste aber wie viele überlebende Mannschaftsmitglieder erkennen, dass es ein Stigma war, auf der Titanic gedient zu haben. Er hatte keine Aussichten mehr auf Beförderung und kündigte schließlich. Er versuchte sich als Gastwirt und Hühnerfarmer, bis seine Frau und er Glück bei Grundstücksspekulationen hatten und zu Wohlstand gelangten.

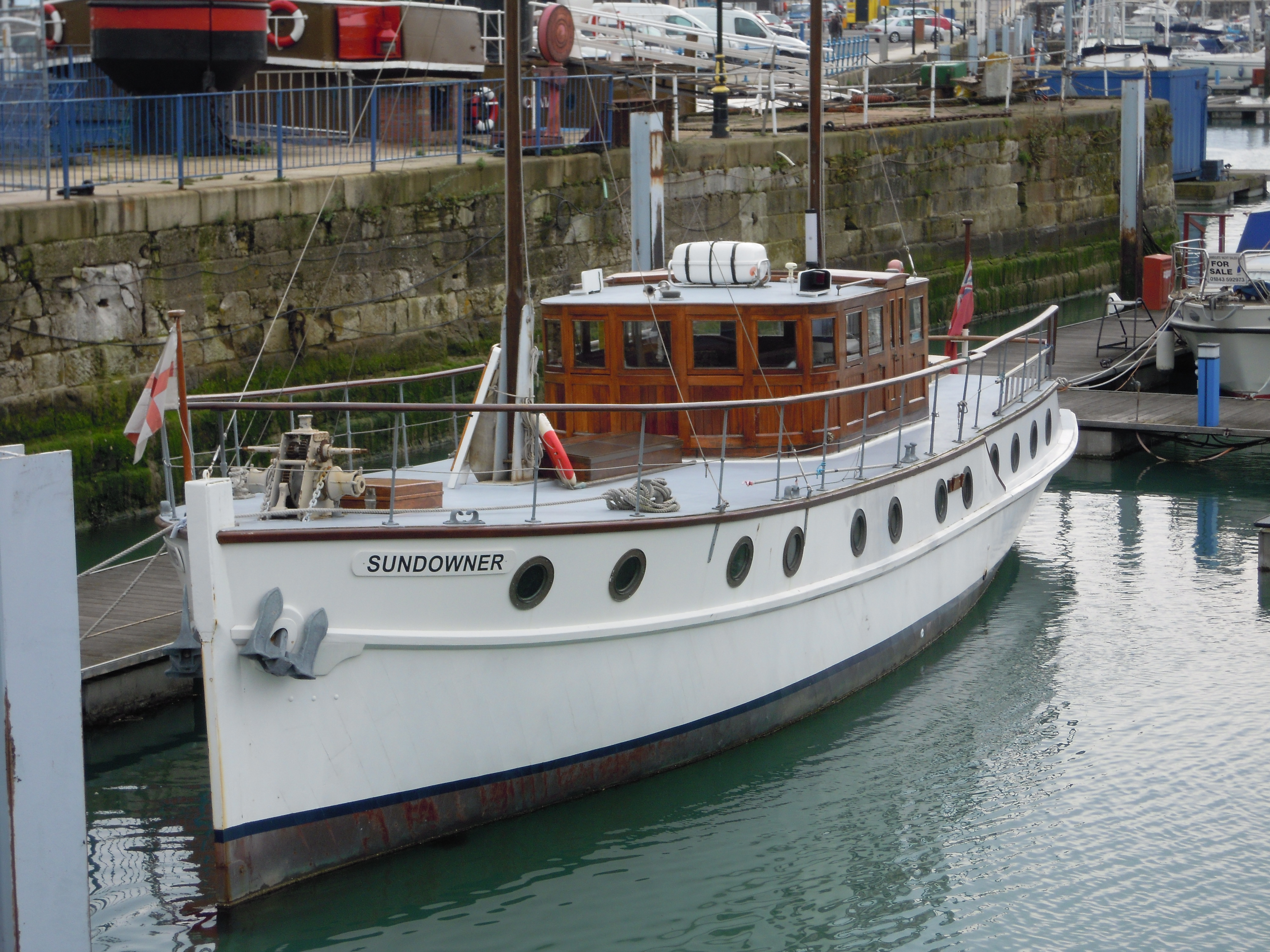
Das Schiff Sundowner im Hafen von Ramsgate, Kent im Jahr 2010

Der Seefahrt kehrte Lightoller trotzdem nicht ganz den Rücken, er erwarb die Sundowner als seine private Yacht. Mit diesem Schiff beteiligten sich er und sein Sohn Roger 1940 an der Operation Dynamo im Zweiten Weltkrieg. Sie halfen mit, die in Dünkirchen von den Deutschen eingekesselten alliierten Soldaten nach Großbritannien zu evakuieren.
In der Nachkriegszeit führte er eine kleine Schiffswerft namens Richmond Slipways in London, die Motorboote für die Polizei baute.
Charles Lightoller erlag im Dezember 1952 im Alter von 78 Jahren einem Herzleiden in Twickenham. Seine Asche fand ihre letzte Ruhe in Richmond nahe London.

## Familie
Charles war der Sohn von Frederick James Lightoller und der vormaligen Sarah Jane Widdows. Seine Mutter Sarah starb kurz nach seiner Geburt und seine Geschwister Richard Ashton und Caroline Mary wurden in früher Kindheit Opfer einer Scharlach-Infektion. Sein Vater Frederick wanderte später nach Neuseeland aus.
Lightoller war mit Sylvia Hawley-Wilson verheiratet, die er 1903 als Offizier auf der Suevic bei einer Fahrt von England nach Australien traf und kurz darauf ehelichte. Sie hatten fünf Kinder: Roger, Richard, Mavis, Doreen und Brian. Zwei seiner Söhne verlor er im Zweiten Weltkrieg: Der jüngste Sohn Brian starb als Pilot der Royal Air Force in der ersten Nacht nach Großbritanniens Kriegseintritt bei der Bombardierung von Wilhelmshaven, der älteste Sohn Roger als Soldat bei der Royal Navy während der letzten Kriegsmonate im französischen Granville.

## Medien
Im britischen Film Die letzte Nacht der Titanic von 1958, der auf der Buchvorlage von Walter Lord basiert, übernahm Kenneth More die Rolle. Im Film ist die Figur Lightoller eine Hauptrolle, und die Figur übernimmt mehrere Handlungen, die in der Realität anderen Offizieren zuzuschreiben ist. In der Titanic-Verfilmung von 1997 wurde Charles Lightoller von Jonathan Phillips dargestellt. Darin erscheint Lightoller als wenig gefestigter, unsicherer junger Mann. Im nationalsozialistischen Film Titanic von 1943 wird Lightoller von Herbert Tiede verkörpert, seine Rolle ist im Film aber relativ klein.
In dem Feature Titanic – Entdeckung auf dem Meeresgrund aus der Reihe Abenteuer & Wissen wird der Untergang der Titanic, neben den neutralen Erzählern, auch aus Lightollers Perspektive erzählt.
Die Figur des Mr. Dawson im Film Dunkirk (2017), gespielt von Mark Rylance wurde an Lightoller und seine Rolle während der Operation Dynamo angelehnt.

## Werke
- Titanic and Other Ships. Nicholson and Watson, London 1935.